# Поддубная (Ярославская область)
Поддубная — упразднённая деревня в Пошехонском районе Ярославской области России. На момент упразднения входила в состав Гаютинского сельсовета.

## География
Урочище находится в северной части области, в подзоне южной тайги, на правом берегу ручья Лыковский (левый приток реки Маткомы), на расстоянии примерно 32 километров (по прямой) к северо-западу от города Пошехонье, административного центра района.

### Климат
Климат характеризуется как умеренно континентальный, с продолжительной холодной зимой и коротким умеренно тёплым летом. Среднегодовая температура воздуха — +2,9…+3,5 °C. Годовое количество атмосферных осадков — 500—750 миллиметров, из которых большая часть выпадает в тёплый период. Преобладающее направление ветра юго-западное.

## История
Упразднена в 1995 году.